# Сан-Дієго (округ, Каліфорнія)
33°01′ пн. ш. 116°46′ зх. д. / 33.02° пн. ш. 116.77° зх. д.
Округ Сан-Дієго (англ. San Diego County) — округ у штаті Каліфорнія, США. Ідентифікатор округу 06073.

## Історія
Округ утворений 1850 року.

## Демографія
За даними перепису
2000 року
загальне населення округу становило 2813833 осіб, зокрема міського населення було 2704191, а сільського — 109642.
Серед мешканців округу чоловіків було 1415097, а жінок — 1398736. В окрузі було 994677 домогосподарств, 663170 родин, які мешкали в 1040149 будинках.
Середній розмір родини становив 3,29.
Віковий розподіл населення поданий у таблиці:
| Стать    | До 15 років | 15-21  | 22-29  | 30-39  | 40-49  | 50-65  | 65-85  | Понад 85 |
| -------- | ----------- | ------ | ------ | ------ | ------ | ------ | ------ | -------- |
| Чоловіки | 313239      | 159671 | 190545 | 235484 | 206342 | 176603 | 121175 | 12038    |
| Жінки    | 297880      | 135889 | 166040 | 221786 | 206919 | 189685 | 156168 | 24369    |

## Виноски
1. ↑  Census of Population and Housing. Census.gov. Архів оригіналу за 19 липня 2018. Процитовано 4 червня 2016.
2. ↑  American FactFinder. Бюро перепису населення США. Архів оригіналу за 26 лютого 2012. Процитовано 31 січня 2008. [Архівовано 2008-05-21 у Wayback Machine.]

| США | Це незавершена стаття з географії США. Ви можете допомогти проєкту, виправивши або дописавши її. |